# Gabriel Iglesias

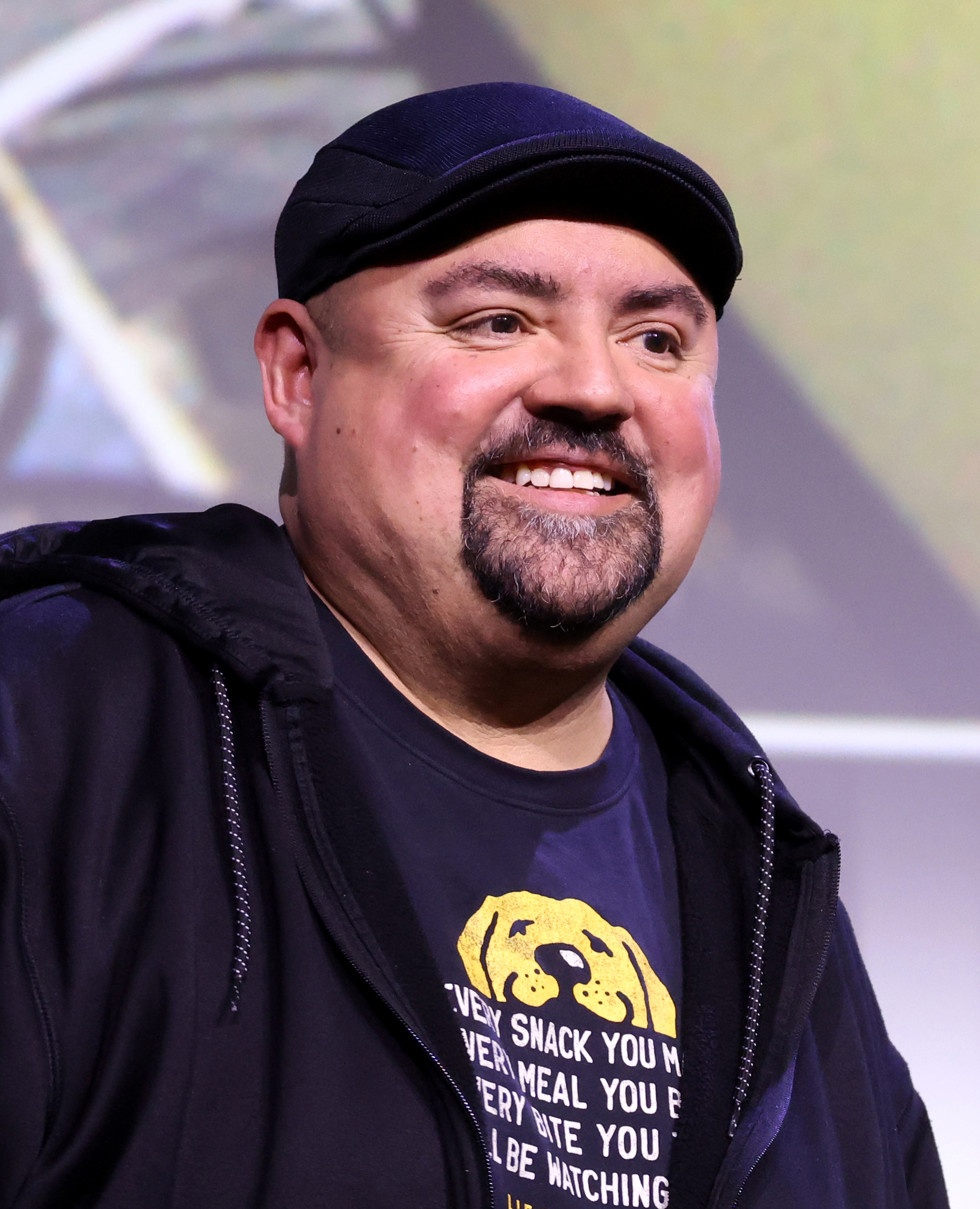
Gabriel Iglesias (2025)

Gabriel Iglesias (* 15. Juli 1976 in San Diego, Kalifornien als Gabriel Jesús Iglecias), auch als Fluffy bekannt, ist ein US-amerikanischer Komiker und Schauspieler.

## Leben
Gabriel J. Iglecias wuchs als jüngstes von sechs Kindern einer alleinstehenden mexikanischen Mutter in Kalifornien auf. Da sein Vater die Familie verließ, um zurück nach Mexiko zu ziehen, benannte ihn seine Mutter nicht dem Familiennamen entsprechend Iglesias mit einem „s“, sondern Iglecias mit einem „c“. Bis 1997 arbeitete er für ein Mobilfunkunternehmen in Kalifornien. Er gab den Job, entgegen dem Rat seiner Familie, auf, um sich auf eine Karriere als Komiker zu konzentrieren. Trotz anfänglicher Schwierigkeiten, so verlor er seine Wohnung und sein Auto, schaffte er es, sich als Komiker zu etablieren.
Seit Anfang der 2000er Jahre wurde Iglesias vermehrt für Fernsehshows wie The Tonight Show with Jay Leno, The Late Late Show with Craig Ferguson und Comedy Central Presents gebucht. Als Schauspieler fand er insbesondere durch Typecasting als Nebendarsteller für lateinamerikanische Figuren in Fernsehserien und Filmen wie What’s Up, Dad?, Magic Mike und Manolo und das Buch des Lebens Arbeit. Insbesondere mit dem Fernsehsender Comedy Central verbindet Iglesias eine langjährige Zusammenarbeit. Seit 2011 ist er Moderator seiner eigenen Comedyshow Gabriel Iglesias Presents Stand Up Revolution, in der er Nachwuchskomikern die Möglichkeit gibt, sich einem landesweiten Publikum zu präsentieren.
Weiterer Bestandteil seiner Shows ist seine eigene Leibesfülle, über die er sich lustig macht und sich selbst „fluffy“ (Übersetzung: flauschig) nennt. Bei einem Gewicht von 445 Pfund (ca. 206 kg) wurde bei ihm Typ II Diabetes und eine Lebenserwartung von maximal zwei Jahren diagnostiziert. Mit strenger Diät und Yoga nahm Iglesias bis 2014 fast 50 kg an Gewicht ab. 

## Filmografie (Auswahl)
- 2002: What’s Up, Dad? (My Wife and Kids, Fernsehserie, Folge 2x17)
- 2007: Family Guy (Zeichentrickserie, eine Folge)
- 2007–2008: Kuzco’s Königsklasse (The Emperor’s New School, Fernsehserie, 4 Folgen, Stimme)
- 2012: Magic Mike
- 2013: Planes
- 2014: Ghost Movie 2 (A Haunted House 2)
- 2014: Manolo und das Buch des Lebens (The Book of Life)
- 2014–2015: Cristela (Fernsehserie, 13 Folgen)
- 2015: Magic Mike XXL
- 2016: Norm – König der Arktis (Norm of the North, Sprechrolle)
- 2017: Die Schlümpfe – Das verlorene Dorf (Smurfs: The Lost Village, Stimme)
- 2017: Narcos (Fernsehserie, Folge 3x02)
- 2017: Coco – Lebendiger als das Leben! (Coco, Stimme)
- 2017: Ferdinand – Geht STIERisch ab! (Ferdinand, Stimme)
- 2018: Modern Family (Fernsehserie, Folge 09x18)
- 2018: Show Dogs – Agenten auf vier Pfoten (Show Dogs) (Stimme)
- 2019: Mr. Iglesias (Netflixserie)
- 2020: The Masked Singer (Fernsehsendung, Gastjuror Folge 03x05)
- 2020: Losgeleint (Unleashed, Fernsehsendung, 10 Folgen)
- 2021: Space Jam: A New Legacy (Kinofilm, Stimme)
- 2022: Paws of Fury: The Legend of Hank (Stimme)
- 2023: Diary of a Wimpy Kid Christmas: Cabin Fever
- 2023: Santa Clause: Die Serie (The Santa Clauses, Fernsehserie)
- 2025: Dora auf der Suche nach Sol Dorado

## Live-Programme
- Hot and Fluffy (2007, US: ×2Doppelplatin (Videoalbum) )
- We Luv Fluffy (2009)
- I’m Not Fat… I’m Fluffy (2009, US: ×5Fünffachplatin (Videoalbum) )[1]
- Gabriel Iglesias presents: Stand Up Revolution (2011, US: Platin (Videoalbum))
- Aloha Fluffy (2013, US: Platin (Videoalbum))
- Unity Through Laughter (2014)
- The Fluffy Movie (2015)
- I’m Sorry For What I Said When I Was Hungry (2016)
- One Show Fits All (2019)

## Belege
1. ↑  Auszeichnungen für Musikverkäufe: US

| Personendaten    | Personendaten |
| ---------------- | --- |
| NAME             | Iglesias, Gabriel |
| ALTERNATIVNAMEN  | Iglecias, Gabriel Jesús (wirklicher Name); Fluffy (Spitzname, Künstlername); Iglesias, Gabriel Jesús; Iglesias, Gabriel Jesus; Iglecias, Gabriel J.; Iglesias, Gabriel J. |
| KURZBESCHREIBUNG | US-amerikanischer Komiker und Schauspieler |
| GEBURTSDATUM     | 15. Juli 1976 |
| GEBURTSORT       | San Diego, Kalifornien |